# Казале-Літта
Казале-Літта (італ. Casale Litta) — муніципалітет в Італії, у регіоні Ломбардія, провінція Варезе.
Казале-Літта розташоване на відстані близько 530 км на північний захід від Рима, 50 км на північний захід від Мілана, 9 км на південний захід від Варезе.
Населення — 2666 осіб (2014).
Щорічний фестиваль відбувається 3 лютого. Покровитель — святий Власій.

## Демографія
Населення за роками:

Станом на 1 січня 2023 року в муніципалітеті офіційно проживало 114 іноземців з 31 країни, серед них 39 громадян країн Євросоюзу та 10 громадян України.

## Сусідні муніципалітети
- Бодіо-Ломнаго
- Крозіо-делла-Валле
- Даверіо
- Інарцо
- Морнаго
- Варано-Боргі
- Верджате